# Аббатство Кнехтштеден
Аббатство Кнехтштеден (нем. Kloster Knechtsteden) — католический монастырь, основанный в начале XII века премонстрантами и с 1896 года отошедший к католической миссионерской Конгрегации Святого Духа (кратко CSSp). Монастырь расположен в пределах западной части города Дормаген (в административном районе Дельхофен).
Наиболее выдающимися сооружениями монастыря считаются въездной портал и базилика святого Андрея. Рядом с ними, внутри ограждённой монастырской территории, расположены католическая гимназия святого Норберта и современный ресторан. Вокруг монастыря — пригородная зона отдыха и природоохранная территория.

## Предыстория
Старинная местная легенда повествует, что однажды некий прислужник (кнехт) из Диплингхофена (современный посёлок Дельхофен), отправился по распоряжению хозяина на работы в лес и обнаружил там небольшое каменное изваяние Божией Матери. Скрыв от хозяина находку, он перевёз образ к себе, но на следующее утро скульптура исчезла и была вновь обнаружена на прежнем месте в лесу. На этот раз кнехт испугался вести её в свой дом и переправил образ на двор господина. Но история повторилась вновь: Богоматерь опять «самовольно» перебралась в лес. Чтобы не искушать судьбу и Бога, господин принял решение построить в лесу на месте находки часовню и поместить туда чудесный образ Богородицы. Место назвали Кнехтштеден, где «штеден» означает «камень» (Stein). Так возникла предпосылка постройки монастыря Кнехтштеден, напоминающая о том, что монастыри на обычном месте не строятся…

## История
Настоятель кёльнского собора Хуго Спонхаймский, по благословению кёльнского архиепископа Фридриха I, в 1130 году подписывает распоряжение об открытии монастырского двора Кнехтштеден для нового монашеского ордена премонстрантов (инициатором и основателем которого являлся живший в то время Норберт Ксантенский (ныне католический святой). Через несколько лет начинается строительство штифта и усадьбы. Базилика возводится в два этапа между 1138-1181 годами в романском стиле. Значительный урон сооружениям монастыря принесла битва при Воррингене в 1288 году и осада Нойса бургундским герцогом Карлом Смелым в 1474 году. Особенно сильно была повреждена восточная апсида базилики, что привело к её полной перестройке, но уже в готическом стиле. В начале XVIII века дела монастыря в финансовом отношении шли настолько хорошо, что были выстроены некоторые новые здания, например, в 1723 году въездной портал, но уже в стиле барокко.
Когда в 1795 году войска Наполеона заняли левобережье Рейна, а в 1797 году регион подпал под власть французской республики, монахи были вынуждены оставить монастырь, который разграбили окрестные жители. По требованию Наполеона в эти годы была проведена насильственная секуляризация и ликвидированы практически все духовные заведения, в том числе монастыри и штифты. Эта участь постигла и монастырь Кнехтштеден, у которого появились новые хозяева и купля-перепродажа архитектурного комплекса стала обычным явлением. Наконец, постройки достались Кёльнскому управлению по нуждающимся в помощи и здесь была открыта лечебница для психических больных. В 1869 году комплекс полностью сгорел. В 1895 году монастырские руины с помощью кёльнского архиепископа Кременца, по разрешения Прусского правительства и при финансовой поддержке Африканского союза патера Амандуса Акера были приобретены для ордена спиританцев. К 1908 году базилика и другие сооружения старинного монашеского комплекса были восстановлены. В 1896 году патер Акер основал здесь миссионерскую школу, в 1898 году — новициат, и в 1905 году — постоянно действующий семинар для священников.
В период нацизма (1941 год) монастырь конфискуется в пользу нацистской Германии, монахи частично используются на принудительных работах, частично отправляются на фронт.
По окончании Второй мировой войны монастырь вновь становится центром спиританцев Западной Германии.

## Архитектура
Аббатство расположено на первой надпойменной террасе над низиной бывшего русла (рукава) Рейна.
В восточной половине трёхнефовой базилики находится поперечный неф, на стыке которого с продольной частью собора в небо поднимается восьмигранная средокрестная центральная колокольня. По внешнему виду собора можно определить, что он имеет два алтаря. Ориентировка базилика классическая: восточная апсида свидетельствует об алтаре в этом части храма. Западная апсида представляет западный хор, в связи с чем главный старинный вход в собор находится с южной стороны сооружения.
Восточная часть базилики с её высокими стрельчатыми светлыми окнами напоминает о том, что это сравнительно новая, готическая часть храма. Романские алтарные части храмов выглядят иначе. В Кнехтштедене базилика демонстрирует оба стилевых варианта архитектуры.
Западная часть сооружения представляет оригинал периода 1150-1160 годов. Здесь сохранились старинные настенные фрески, представляющие бесценное наследие прошлого. Фрески были представлены также и в нижней части апсиды, именно так и происходило оформление древних христианских храмов.
Особо ценная фреска находится во внутренней купольной части западной апсиды. Она изображает восседающего Спаса Вседержителя (Иисус Панкратор), окружённого символами апостолов-евангелистов с предстоящими по сторонам первоверховными апостолами Петром и Павлом. Чуть ниже по периметру изображены остальные апостолы из 12-ти. Центральная фреска Иисуса Паркратора является типичной для византийского церковного искусства. В базилике она была отреставрирована в 1951-1952 годах.
Капители также относятся к 1150 году. По требованию комитета по охране памятников истории и культуры они были отреставрированы и ныне имеют первоначальный цвет. Их простые формы отражают архитектуру времён оттонов и салической династии.
За последние полтора века церковь полностью обновила свой вид. Новые витражи установлены в период с 1890 по 1910 год. Их изготовила и установила известная специализированная кёльнская мастерская Schneiders & Schmolz. До начала XX века внутреннее цветовое решение было восхитительным: основной красный великолепно гармонировал с синим и золотым, отчего возникало ощущение музыки цвета. Оно было одной из самых ранних и самых полных романских систем цветовой декорации на Нижнем Рейне. Затем всё перекрасили в серый цвет и только в 1938 году, к празднованию 800-летию монастыря, попытались восстановить старую цветовую гамму.

## Современное состояние
В настоящее время в главном корпусе монастыря проживает 20 пожилых спиританцев. Они не в состоянии заниматься сельским хозяйством на обширных монастырских угодьях и сдали их внаём. В их обязанности входит духовное окормление близлежащего региона. Кроме того, они обучают будущих миссионеров международного уровня.
Монастырь принимает паломников, проводит музыкальные и другие мероприятия, в том числе свой осенний праздник «Октобер-фест». Межрегиональное значение имеет фестиваль старинной музыки, основанный Германом Максом в 1992 году. Ежегодно в монастырь с паломнической целью приезжают ученики шестых классов архиепископских учебных заведений округа Кёльн. В одном из помещений размещена церковная лавка. На территории монастыря большой участок отведён под кладбище. Территория монастыря открыта для посетителей и можно заказывать паломническую экскурсию.
Один из бывших жилых корпусов монастыря отдан образовательному центру «Академия глазной оптики» (ZVA-Bildungszentrum), — одному из наиболее компетентных в своей области в Германии. Он сотрудничает с оптико-механической компанией в Йене. В Кнехтштедене организуются специальные семинары и можно получить звание бакалавра по специальности оптометрия. На площади 1000 м² размещены оптико-механические приборы и проходят презентацию новые образцы техники. Ежегодно здесь приобретают специальные знания более ста студентов. Как гостевой дом ZVA использует бывший братский корпус, называвшийся до 2003 года «Либерман-хаус» (дом Либермана) в честь одного из отцов-основателей ордена спиританцев, бывшего раввина, перешедшего в христианство, — Франца Либермана.

## Чудотворный образ Богородицы
Легендарный каменный образ Божией Матери не сохранился. Со второй половины XV века соборе почитается образ Богоматери, выполненный из ствола липы и раскрашенный в золотые, красные и зелёные тона. Более точно время изготовления образа установлено с помощью радиоуглеродного метода — 1450—1475 годы. Место изготовления — Вестфалия. Именно к этому чудотворному образу ежегодно совершают паломничества тысячи верующих, среди них много школьников, а в последние годы и православных. Образ представляет страдающую Богоматерь, держащую на своих руках снятого с Креста Иисуса Христа. Такая скульптурная композиция носит общее именование Пьета.

## Колокола
В 1931 году на колокольне базилики установлены 5 литых колоколов, выполненных известной фирмой Отто в Хемелингене под Бременом. Их минорные тона: си♭, ре♭, ми♭, фа♭, соль♭ (b°, des¹, es¹, f¹, ges¹).
Во Вторую мировую войну колокола были определены на переплавку. Четыре меньших были сняты с колокольни и вывезены, а самый большой колокол оставили, поскольку он не проходил через колокольные проёмы. Тем не менее, после окончания войны колокола были обнаружены невредимыми и были вновь установлены на своём прежнем «рабочем» месте.

## Другие церковные произведения искусства
- Престол. Изготовлен патером Г. Зандом (H. Sand) в 1995 году.
- Дарохранительница, помещённая в часовне Таинства. Выполнение: Зепп Хюртен (Sepp Hürten), 1970-е годы.
- Купель. Изготовлена из базальта в XII веке. Бронзовая крышка выполнена Зеппом Хюртеном в 1970-е годы.
- Фигуры святых изготовлены в различные отрезки времени разными мастерами:

 — святой Квирин — XVI век;
 — святой Христофор — Хайн Минкенберг (Hein Minkenberg), Нойс, 1936—1937 годы, прочная древесина из Африки;
 — апостол Матфий — время барокко;
 — апостол Пётр — XVIII век.
- Плита захоронения игумена Петра Теферена (Petrus Teveren, + 1698) — в южной стене базилики.
- Витражи — XIX век, но изображения святых — Вилли Вайрес (Willy Weyres), 1950-е годы;
- Электрический орган. Изготовлен в Нидерландах семейным предприятием Висконта Венендаля (Viscount Veenendal);
- Южный вход в базилику — вторая половина XII века. Богатая резьба по камню.

## Монастырское кладбище
На кладбище похоронены как монахи ордена спиританцев, так и скончавшиеся в монастырском комплексе в разные периоды его существования. Кладбище расположено с южной стороны базилики на склоне холма и отделено от собора высокой каменной стеной.
Здесь похоронено более 250 монахов-миссионеров, проповедовавших в странах Африки, Латинской Америки и в других отдалённых частях света. 54 монаха погибли в годы Первой мировой войны и 97 монахов в годы Второй мировой войны. Поскольку в 1939—1945 годах в монастыре располагался военный госпиталь, то на кладбище похоронены и 157 солдат, скончавшихся от ран.

## Выдающиеся личности
- Винанд Кайзер (Winand Kayser) — каноник премонстрантов аббатства Кнехтштеден. Осуществил спасительную покупку монастырского комплекса и его земли после отмены монастырской жизни в период секуляризации. Покровитель сельского хозяйства в регионе города Нойс. В городе Дормаген в его честь названа улица[3].
- Эмиль Август Альгайер (1859—1924) — патер спиританцев и Апостольский викарий Занзибара (1897—1913), получивший епископское посвящение в Кнехштедтене в 1897 году и здесь же сам посвятивший во епископа в 1906 году Францв Ксавера Фогта — нового Апостольского викария Багамойо (Bagamoyo), Танзания.
- Йозеф Теодор Рат (CSSp)(1900—1993) — историк Высшей школы ордена спититанцев в Кнехтштедене. Написал биографическую книгу о Винанде Кайзере под названием «Винанд Кайзер — последний „монах“ Кнехтштедена».

## Паломнический и туристские маршруты
- Через территорию монастыря проложен маркированный паломнический маршрут «Путь Иакова», по которому паломники идут пешком или едут на велосипедах в испанский город Сантьяго де Компостела. Эта часть маршрута описана в специальном путеводителе[4].
- Через территорию Кнехтштедена проложено несколько местных и региональных маркированных пешеходных и велосипедных туристских маршрутов, среди которых особо выделяется «Нижнерейнский велосипедный» — один из самых протяжённых маршрутов мира, (1215 км)[5].

## Полезные сведения
Монастырь открыт ежедневно с 8:00 до 18:00. Адрес: 41540 Dormagen. Телефон: 02133-8690. По железной дороге в монастырь можно добраться через Дормаген, куда идут электропоезда из Дюссельдорфа, Кёльна, Крефельда и Нойса. А далее от автобусной станции, расположенной недалеко от ж. д. вокзала, в Кнехтштеден идут автобусы № 871, 883 и 885.